# Subhas Bose

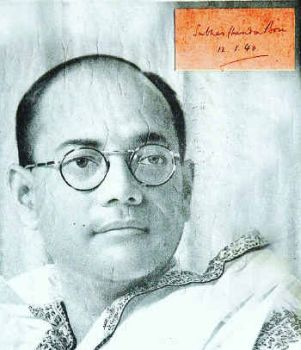
Bose in 1930

Subhas Chandra Bose (Cuttack, 23 januari 1897 - Taipei, 18 augustus 1945) was een Bengaals politicus.

## Jeugd
Bose was het negende kind van Prabhavati Devi en Janakinath Bose, een bekende advocaat. Vanaf 1902 zat hij op een protestantse Europese school, en in 1909 ging hij naar een baptistenschool. Zijn studie werd voortgezet op de Ravenshaw Collegiate School, een overheidsinstelling in Cuttack. Daarna haalde hij in 1918 zijn bachelor aan het Scottish Church College van de Universiteit van Calcutta. Hij had nog vijf jongere broers en zusters.
In 1919 ging hij naar Engeland om in Cambridge te studeren. In 1921 keerde hij naar zijn land terug.

## Congreslid
Bose richtte een krant op, de Swarai, en begon zijn politieke carrière in het Bengaalse congres. Hij was sterk nationalistisch, keerde zich tegen het gezag van Brits-Indië zag geen vreedzame oplossingen. Hij was ook redacteur van de Forward, een krant opgericht door zijn mentor Chittaranjan Das, die in 1924 burgemeester van Calcutta werd. In 1923 werd Bose gekozen tot voorzitter van het All India Youth Congress en tot secretaris van het Bengaalse Nationale Congres. In 1925 werd Bose gearresteerd, tegelijk met veel andere nationalisten.
In 1927 werd Bose weer vrijgelaten. Hij begon samen te werken met Jawaharlal Nehru die ook de onafhankelijkheid van India nastreefde. Bose werd opnieuw gearresteerd wegens wangedrag, maar in 1930 werd hij burgemeester van Calcutta. Bose reisde veel naar Europa en sprak met Indiase studenten en regeringsleiders. In Wenen begon hij zijn boek te schrijven: The Indian Struggle. Hij werd daarbij geholpen door de Weense Emilie Schenkl (1910-1996), met wie hij in 1937 een hindoeïstisch huwelijk sloot (zonder priester of getuigen) en later een dochter kreeg. Het eerste deel van het boek was een historisch overzicht van de periode 1920-1934. Het werd in 1935 in Londen uitgegeven. Op de terugweg naar Wenen ging hij via Rome, waar hij met Benito Mussolini sprak en hem een exemplaar van zijn boek gaf.
Bose werd lid van het Indiase Congrespartij en in 1938 en 1939 was hij premier. Hij moest die positie opgeven omdat hij het niet eens was met de ideeën van Mahatma Gandhi en kreeg huisarrest. Hij ontsnapte in 1940 en kwam in april 1941 in Berlijn aan. De Italiaanse editie van The Indian Struggle werd in 1942 gepubliceerd. Het tweede deel van zijn boek, dat de jaren 1935-1942 besloeg, schreef hij in Berlijn. Hierin beschrijft hij Gandhi's rol.

## Oorlogsjaren
Bose kreeg in Berlijn de eretitel Netaji, hetgeen in het Hindoestani 'gerespecteerde leider' betekent. Hij werkte tijdens de oorlogsjaren samen met Duitsland en Japan omdat hij India wilde bevrijden van de Britse overheersing. Hij richtte het Sonderreferat Indien op, waar hij eind november 1941 een Indiaas Legioen oprichtte, vooral bestaande uit krijgsgevangenen die door veldmaarschalk Rommel in Afrika waren opgepakt. Het Legion Freies Indien (Legioen Vrij India) bestond eind 1941 uit 3.000 mannen. Ook volgde het Azad Hind Radio (Radio Vrij India).
Nadat de Japanners begin 1942 enkele overwinningen in Azië behaald hadden, wilde Bose terug naar Azië. In mei 1942 ontmoette hij Hitler. Deze was het met hem eens en bood hem transport aan.
Begin 1943 ontbood hij dr. Birendra Nath Mazumdar, die in Colditz zat, om hem aan zijn kant te krijgen, maar Mazumdar weigerde met hem samen te werken. In februari 1943 ging hij met een Duitse onderzeeboot naar Madagaskar. Daar stapte hij over op een Japanse onderzeeboot die hem naar Sumatra bracht, dat door Japan bezet was. Op de Andamanen en Nicobaren richtte Bose Azad Hind op, een regering in ballingschap voor Vrij India op en hees hij op 30 december 1943 te Port Blair een Indiase onafhankelijkheidsvlag. Ook richtte hij het Vrije Indiase Leger (Indian National Army, INA) op, wederom vooral bestaande uit gevangen. Samen met Japan viel hij vanuit het door Japan bezette Singapore Brits-Indië aan. Bose was echter geen militair en het Brits-Indische leger versloeg hen. Bijna de helft van de Japanners en de INA-eenheden sneuvelden. Toen de Britten Singapore weer in handen kregen, gaf het INA zich over. Bose trachtte naar Rusland te ontsnappen, maar zijn vliegtuig werd neergeschoten en hij overleed aan zijn brandwonden.
Volgens geheime rapporten uit Calcutta echter, zou hij nog tot minstens 1964 hebben geleefd. Zijn as wordt bewaard in een tempel in Kyoto.

## Herinnering
- In 1995 werd de luchthaven van Kolkata, de Netaji Subhas Chandra Bose International Airport, naar hem hernoemd.
- Op 15 augustus 2022 werd bij de viering van 75 jaar onafhankelijkheid een achtenhalve meter hoog zwartgranieten standbeeld van Bose onthuld tegenover de India Gate, het monument voor de Indiase gevallenen in de Eerste Wereldoorlog.

- Bibsys: 90364966
- Bibliothèque nationale de France: cb12153094j (data)
- CiNii: DA06083485
- Gemeinsame Normdatei: 118662066
- International Standard Name Identifier: 0000 0001 0718 2343
- KulturNav: 22d55a98-6b4a-4732-b94e-887ff1c55f92
- Library of Congress Control Number: n80089836
- MusicBrainz: 96be310a-11fb-4b3f-9826-c8dae2fd73ac
- Bibliotheek van het Japanse parlement: 00512154
- Nationale Bibliotheek van Tsjechië: jx20080611002
- Nationale bibliotheek van Australië: 35020480
- Nationale Bibliotheek van Israël: 987007274798805171
- Nationale Bibliotheek van Polen: a0000002875387
- Nationale en Universitaire bibliotheek Zagreb: 000113089
- Nederlandse Thesaurus van Auteursnamen: 071434402
- LIBRIS: 178760
- SNAC: w63x905q
- Système universitaire de documentation: 030032156
- Trove: 794722
- Virtual International Authority File: 29572002
- WorldCat: E39PBJf8wc9QQGbjvRF6C7rXh3